# Crazy Tour
Crazy Tourは、イギリスのロックバンド、クイーンが1979年に行った、シングル『愛という名の欲望』リリースに伴うコンサート・ツアーである。

## 概要
このツアーではイギリスとアイルランドの主に小さな会場を巡り、合計20公演を行った。最終日のロンドン、ハマースミス・オデオン公演はカンボジア難民救済コンサートの一環であり、ブートレグ音源が非公式にリリースされている。また、「セイヴ・ミー」はこのツアー終了後の1980年にリリースされるがこのツアーの時点ですでに演奏されており、12月22日のアレクサンドラ・パレス公演ではこの曲のミュージック・ビデオの一部が撮影された。

## セットリスト
これは1979年12月4日にイングランドのニューカッスルで行われたライブのセットリストであり、ツアー期間中の全てのセットリストを表すものではない。
1. イントロ
2. 監獄ロック
3. ウィ・ウィル・ロック・ユー (ファスト・バージョン)
4. レット・ミー・エンターテイン・ユー
5. 愛にすべてを
6. ムスターファ
7. デス・オン・トゥー・レッグス
8. キラー・クイーン
9. アイム・イン・ラヴ・ウィズ・マイ・カー
10. ゲット・ダウン・メイク・ラヴ
11. マイ・ベスト・フレンド
12. セイヴ・ミー
13. ナウ・アイム・ヒア
14. ドント・ストップ・ミー・ナウ
15. 永遠の翼
16. ラヴ・オブ・マイ・ライフ
17. '39
18. 炎のロックンロール
19. ドラム・ソロ
20. ギター・ソロ
21. ライアー
22. 愛という名の欲望
23. ボヘミアン・ラプソディ
24. タイ・ユア・マザー・ダウン
アンコール
25. シアー・ハート・アタック
アンコール
26. ウィ・ウィル・ロック・ユー
27. 伝説のチャンピオン
28. ゴッド・セイヴ・ザ・クイーン

### 上記以外に演奏された曲
- ファット・ボトムド・ガールズ[2]
- ブライトン・ロック[3]

## ツアー日程
| 日付           | 都市           | 国             | 会場                                       |
| -------------- | -------------- | -------------- | ------------------------------------------ |
| 1979年11月22日 | ダブリン       | アイルランド   | RDSシモンズコート                          |
| 1979年11月24日 | バーミンガム   | イングランド   | バーミンガム・インターナショナル・アリーナ |
| 1979年11月26日 | マンチェスター | イングランド   | マンチェスター・アポロ                     |
| 1979年11月27日 | マンチェスター | イングランド   | マンチェスター・アポロ                     |
| 1979年11月30日 | グラスゴー     | スコットランド | アポロ                                     |
| 1979年12月1日  | グラスゴー     | スコットランド | アポロ                                     |
| 1979年12月3日  | ニューカッスル | イングランド   | ニューカッスル・シティ・ホール             |
| 1979年12月4日  | ニューカッスル | イングランド   | ニューカッスル・シティ・ホール             |
| 1979年12月6日  | リヴァプール   | イングランド   | リヴァプール・エンパイア・シアター         |
| 1979年12月7日  | リヴァプール   | イングランド   | リヴァプール・エンパイア・シアター         |
| 1979年12月9日  | ブリストル     | イングランド   | ブリストル・ヒポドローム劇場               |
| 1979年12月10日 | ブライトン     | イングランド   | ブライトンセンター                         |
| 1979年12月11日 | ブライトン     | イングランド   | ブライトンセンター                         |
| 1979年12月13日 | ロンドン       | イングランド   | ライシーアム劇場                           |
| 1979年12月14日 | ロンドン       | イングランド   | レインボー・シアター                       |
| 1979年12月17日 | ロンドン       | イングランド   | パーリー・ティファニー                     |
| 1979年12月19日 | ロンドン       | イングランド   | トッテナム・メイフェア                     |
| 1979年12月20日 | ロンドン       | イングランド   | ルイスハム・オデオン                       |
| 1979年12月22日 | ロンドン       | イングランド   | アレクサンドラ・パレス                     |
| 1979年12月26日 | ロンドン       | イングランド   | ハマースミス・オデオン                     |

## 担当
- フレディ・マーキュリー - リードボーカル、ピアノ、リズムギター、タンバリン
- ブライアン・メイ - エレクトリック・ギター、アコースティック・ギター、コーラス
- ロジャー・テイラー - ドラムス、ティンパニ、タンバリン、リードボーカル、コーラス
- ジョン・ディーコン - ベース・ギター、トライアングル